# Tranquillo Orsi
Tranquillo Orsi, né en 1791 à Mantoue et mort en 1844 à Venise,, est un architecte, peintre et scénographe italien. 

## Biographie
Élève de son compatriote Luigi Bustaffa, il peint sa première scène théâtrale à l'âge de dix-sept ans. Peu après, il s'installe à Milan, où il a pour professeurs Paolo Landriani, Alessandro Sanquirico et Gaspare Galliari, qui travaille à La Scala. Dans la même ville, il étudie la perspective, auprès de Giovanni Migliara à l'Académie de Brera.
Sa première œuvre notable est le rideau du Teatro Grande de Mantoue, en 1811. Deux ans plus tard, il est à Trieste pour créer, avec Giorgio Fuentes, les décors de la saison de printemps du Teatro Comunale.
Il est actif à Venise à partir de 1818. Il y épouse la fille de Giuseppe Borsato, avec qui il travaille sur les décors du théâtre La Fenice.
Il enseigne la Perspective à l'Académie de Venise. Dans les années 1820, il réalise les décorations intérieures du Palazzo Dandolo à Venise, qui abrite aujourd'hui l'hôtel Danieli. Entre 1820 et 1831, il est responsable de la décoration intérieure du théâtre La Fenice. Après la destruction du théâtre par un incendie dans la nuit du 12 au 13 décembre 1836, la société propriétaire décide de commencer immédiatement les travaux de reconstruction, qui sont confiés aux frères Giovanni Battista et Tommaso Meduna pour les parties architecturales, tandis que Tranquillo Orsi est chargé des délicates décorations intérieures, un travail qu'il parvient à achever en décembre 1837.